# La Belle Amour
Chansons représentant la France au Concours Eurovision de la chanson
Il est là
(1956) Dors, mon amour
(1958)
La Belle Amour est une chanson interprétée par la chanteuse française Paule Desjardins pour représenter la France au Concours Eurovision de la chanson de 1957 qui se déroulait à Francfort-sur-le-Main en Allemagne. 

## À l'Eurovision
Elle est intégralement interprétée en français, langues nationale, comme le veut la coutume avant 1966. L'orchestre est dirigé par Paul Durand.
La chanson était passée huitième du concours, après Margot Hielscher qui représentait l'Allemagne avec Telefon, Telefon et avant Birthe Wilke et Gustav Winckler qui représentait le Danemark avec Skibet skal sejle i nat. À l'issue du vote, elle a obtenu 17 points, se classant deuxième sur dix chansons.